# Alció alabrú
L'alció alabrú (Pelargopsis amauroptera) és una espècie d'ocell de la família dels alcedínids (Alcedinidae) que habita manglars, pantans i costes des de l'est de l'Índia cap a l'est, per Myanmar i Tailàndia fins a Malaca.